# اچ‌ام‌اس آمازون (۱۷۹۹)
اچ‌ام‌اس آمازون (۱۷۹۹) (به انگلیسی: HMS Amazon (1799)) یک کشتی بود که طول آن ۱۵۰ فوت (۴۵٫۷ متر) بود. این کشتی در سال ۱۷۹۹ ساخته شد.